# در گرداگرد شهر
در گرداگرد شهر (انگلیسی: All Over Town) یک فیلم کمدی به کارگردانی جیمز دبلیو هورن است که در سال ۱۹۳۷ منتشر شد.

## بازیگران
- هری استاکول
- فرانکلین پاننگبورن
- جیمز فینلیسون
- ادی کین
- استنلی فیلدز
- گرترود آستور
- بلانش پیسون
- اوتو هافمن
- فرد کلسی
- الن لاد
- چارلی بکر
- ارل هاجینز
- جان شیهان
- لو کلی
- دارسی کوریگان
- مری هاوارد
- ال اولسون
- شیک جانسون